# Anthrax indicatus
Anthrax indicatus är en tvåvingeart som beskrevs av Nurse 1922. Anthrax indicatus ingår i släktet Anthrax och familjen svävflugor. Inga underarter finns listade i Catalogue of Life.